# Stodůlky (Prášily)
Stodůlky (německy Stadln) jsou zaniklá vesnice pod horou Křemelná v údolí řeky Křemelné, bývalá královácká rychta, jedna z osmi na Šumavě (její obyvatelé byli poddanými krále). Bývala farní osadou s rozsáhlou farností. Rozlohou 236 km² byl katastr obce po Praze druhý největší v Čechách.

## Historie
Původně se místu říkalo Simonovy stodoly, od roku 1617 Stadeln. Později byly v obci dva mlýny, škola, pila a několik hostinců. Největší usedlost se nazývala Bon Bolthaus či Balthashof. 
Po válce bylo převážně německé obyvatelstvo vysídleno a vylidněné Stodůlky se staly v rámci vojenského výcvikového prostoru Dobrá Voda cvičným cílem. Roku 1952 byly srovnány se zemí. 

## Obyvatelstvo
V obci Stodůlky o rozloze 7259 ha bylo k 22. květnu 1947 sečteno 206 přítomných obyvatel. Do obce přišla 27. listopadu 1947 početná skupina dosídlenců – reemigrantů (rumunských Slováků z Bihorsko-salašské oblasti Sedmihradska) v počtech: 
- Stodůlky: 35 osob (13 osob se vystěhovalo dne 22. března 1949 do obce Hamry, okres Klatovy )
- Glaserwald: 33 osob
- Rovina: 17 osob
- Velký Babylon: 10 osob
- Vysoké Lávky: 18 osob[3]

|           | 1869  | 1880  | 1890  | 1900  | 1910  | 1921  | 1930  | 1950 |
| --------- | ----- | ----- | ----- | ----- | ----- | ----- | ----- | ---- |
| Obyvatelé | 1 558 | 2 418 | 2 953 | 2 841 | 1 754 | 1 813 | 1 354 | 166  |
| Domy      | 187   | 193   | 186   | 190   | 184   | 169   | 174   | 126  |

## Kaple svatého Sebastiana
V osmdesátých letech 18. století byla ve Stodůlkách postavena kaple svatého Sebastiana, která vzhledem a velikostí připomínala kostelík. Na základě žádosti Místního národního výboru v Nemilkově udělila Biskupská konsistoř v Českých Budějovicích dne 2. června 195 souhlas s přemístěním zvonu z kaple ve Stodůlkách do kaple v Nemilkově.[chybí lepší zdroj]